# Skyline (band)

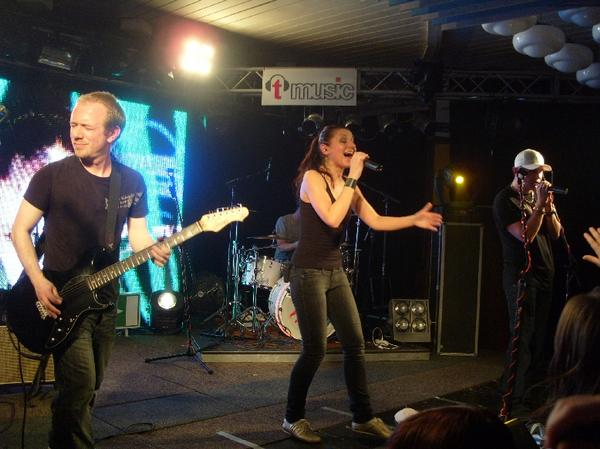
Skyline tijdens een liveoptreden (2008)

Skyline is een Tsjechische band die dance-muziek maakt die vergelijkbaar is met bijvoorbeeld de Chemical Brothers en Underworld met het verschil dat Skyline ook een saxofonist in dienst heeft. In het thuisland zijn ze erg populair, en ook in Duitsland zijn de albums te koop.
Het bekendste nummer van Skyline is Love The Way. Dit staat op het album Riders in the store.

## Discografie
- Riders in the store (2001)
- RMX (2003; remixen)